# Autopista Central de la Isla
La Autopista Central de la Isla (中部橫貫公路) o Autopista provincial Nº 8 es uno de los tres sistemas de autopistas que conectan la costa oeste con el este de Taiwán.

## Construcción
La construcción de la Autopista Central de la Isla comenzó el 7 de julio de 1956 y fue abierta al tráfico el 9 de mayo de 1960.

## Ruta

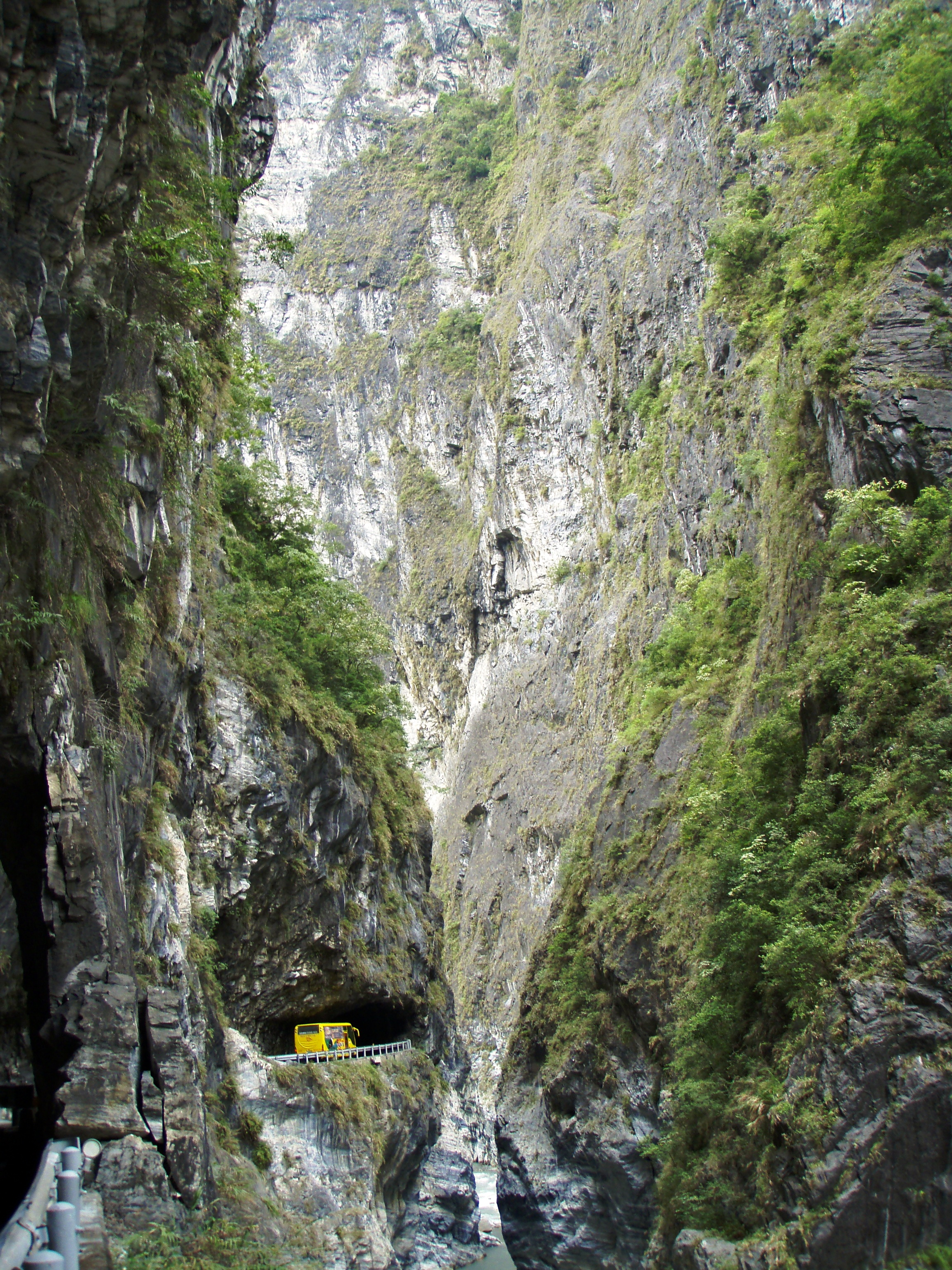

El trazado de la autopista comienza en el oeste en el distrito Dongshi de Taichung. La autopista originalmente continuaba en la Cordillera Central siguiendo el valle del río Dajia (大甲溪), atravesando los municipios de Guguan (谷關) y Cingshan (青山). Sin embargo, esta parte este de Guguan está cerrada de forma permanente debido a daños causados por terremotos y tifones, y por tanto es imposible pasar. En Lishan existe una ramificación que se dirige al norte de la ciudad de Yilan. Al pasar a través de las montañas se llega a Dayuling (大禹嶺), el punto más alto del recorrido. Aquí otra rama de la carretera se extiende al sur, desde Dayuling hacia Wushe (霧社). Continuando hacia el este desde Dayuling, la ruta de la autopista comienza su descenso hacia el Parque nacional Taroko. Pasa por Guanyuan (關原), Cih-en (慈恩), Luoshao (洛韶) y Tiansiang (天祥) antes de entrar en el barranco de Taroko. Después del barranco, la ruta se conecta con la carretera costera Su'ao-Hualien.

## Daños en la autopista y su cierre

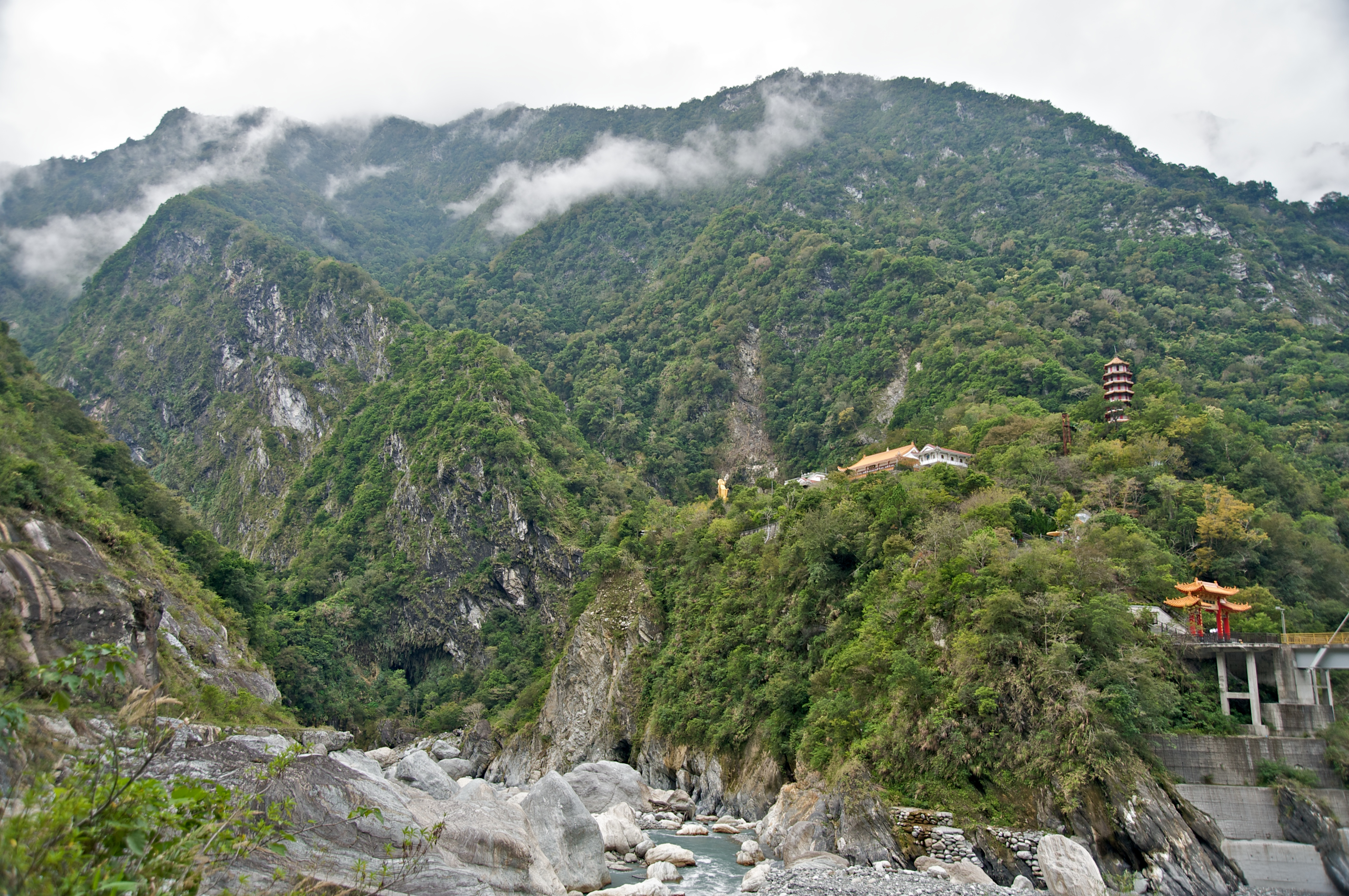

El trayecto de la autopista pasa a través de terrenos inestables y sumamente accidentados. Las fuertes lluvias de los tifones suelen desprender tierra y rocas en la carretera, haciendo partes de la misma intransitable. Además, la zona es propensa a la actividad sísmica, lo que puede tener efectos desastrosos en la carretera. El 21 de septiembre de 1999, el terremoto Jiji causó daño masivo a la autopista y cortó la autopista en varios lugares entre Dongshih y Lishan.
Tras el daño sin precedentes a la carretera en 1999 hubo un fuerte debate sobre la viabilidad y conveniencia del mantenimiento y reparación de la carretera. Entonces procedieron reparaciones extensas y costosas, y las secciones de la carretera dañadas por el terremoto fueron reabiertas en 2004. Sin embargo, las lluvias torrenciales del tifón Mindulle causaron mayores daños a la carretera, lo que obligó a cerrar las partes afectadas indefinidamente.
La carretera continúa cerrada entre Lishan y Guguan, y no se prevé que sea reparada, aunque a pesar de ello, la Nueva Autopista Central de la Isla actualmente ofrece una ruta alternativa a través de la isla.

## Galería

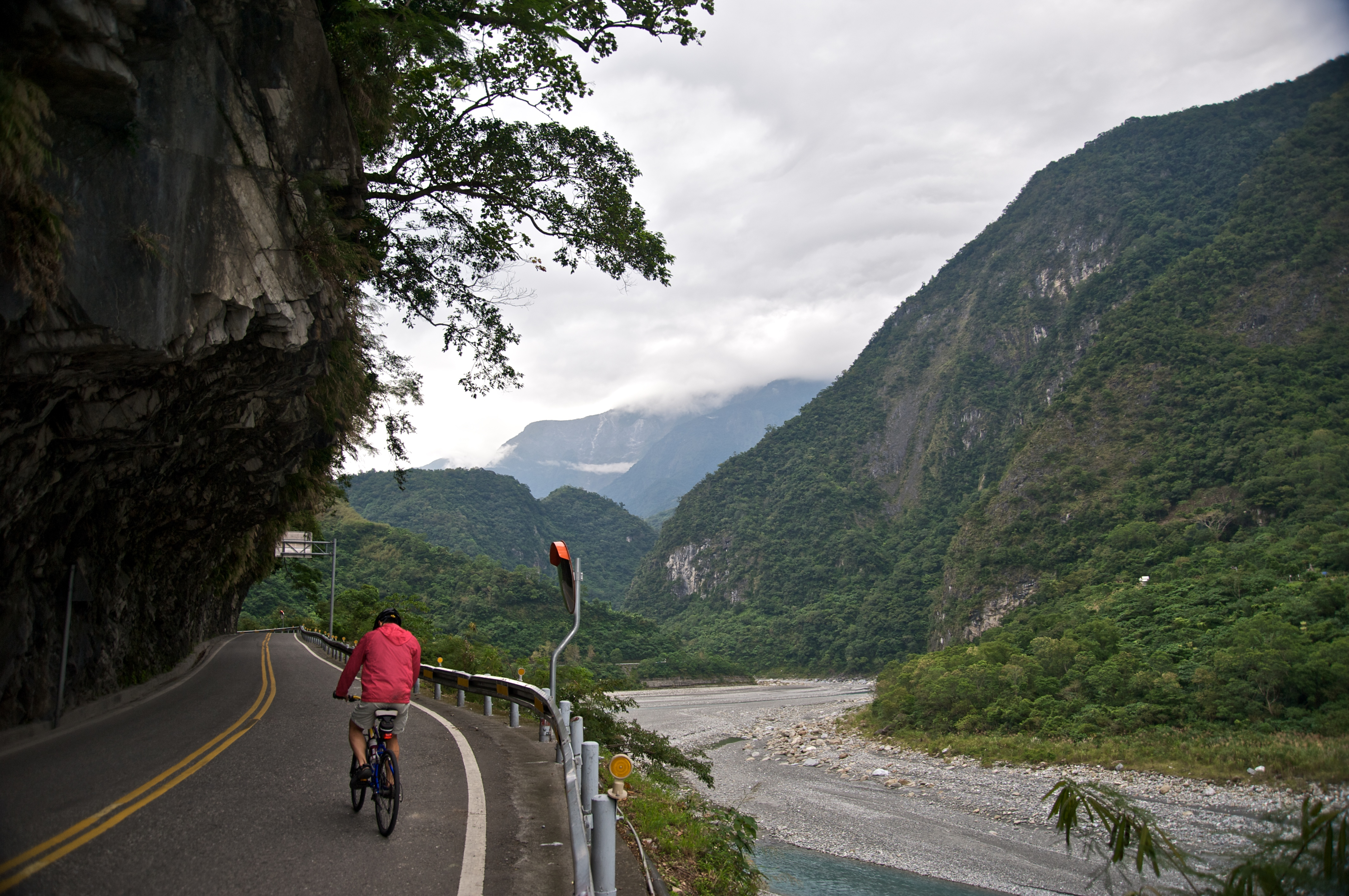
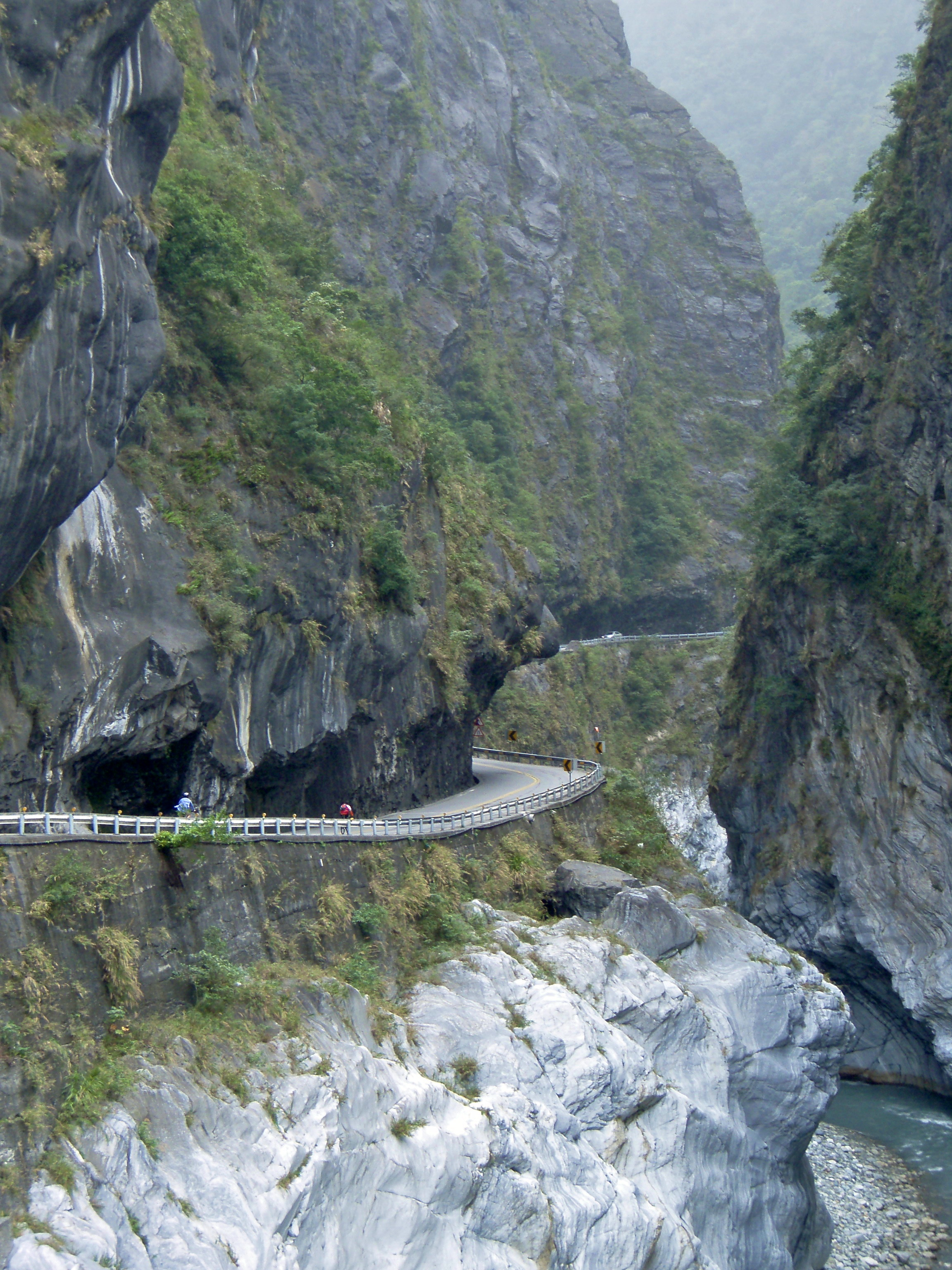
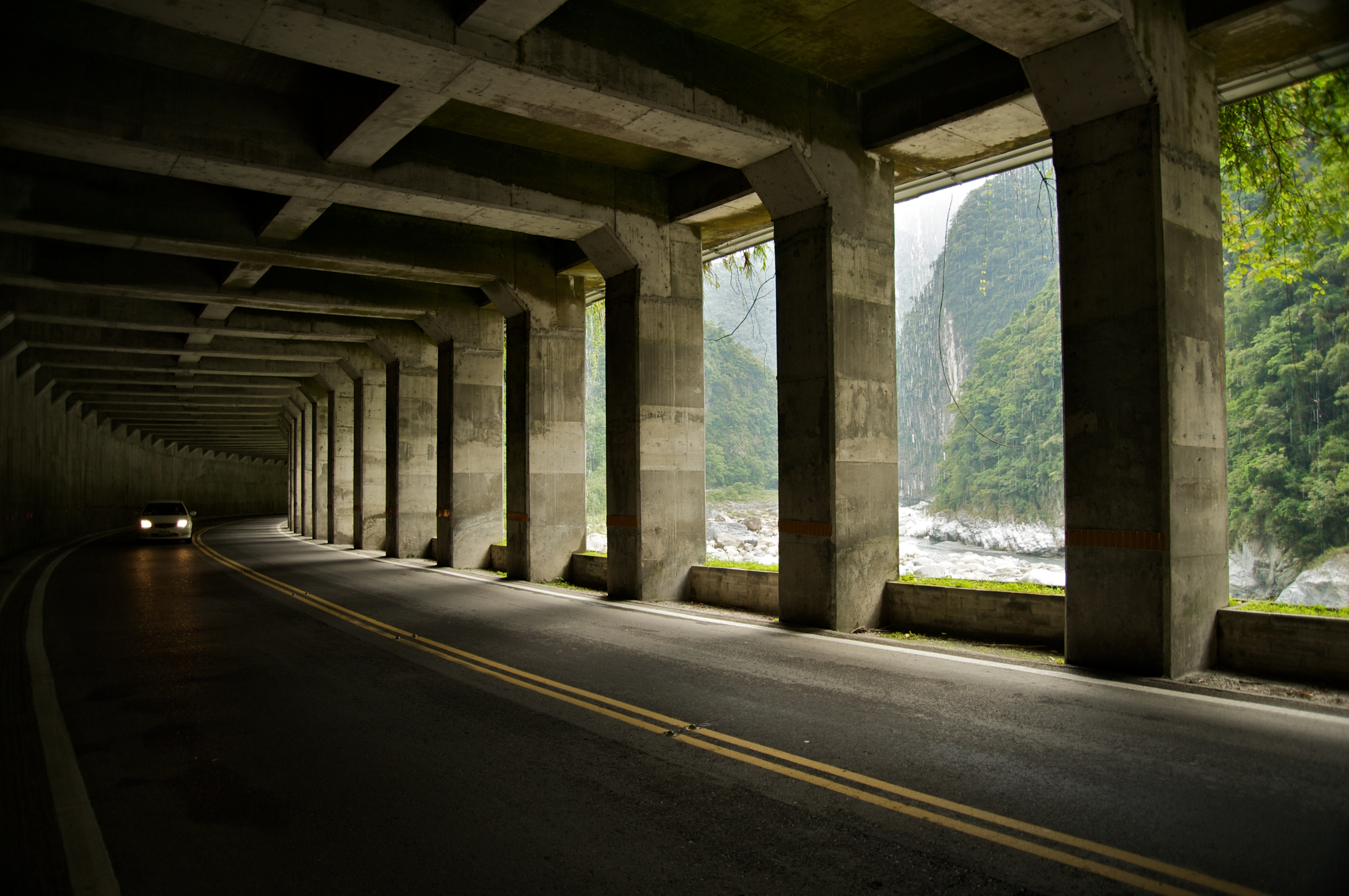
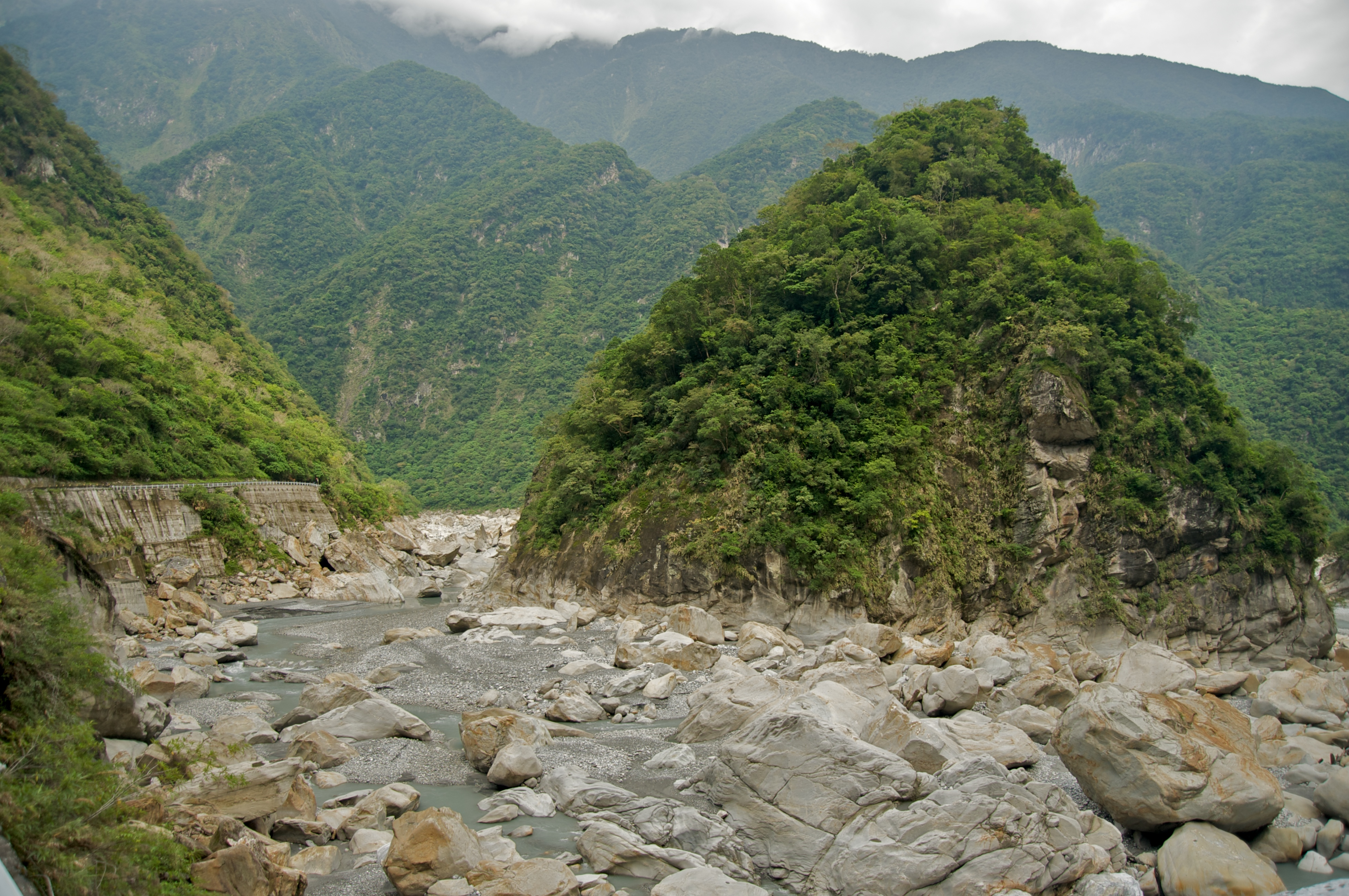